# Desigualdad social

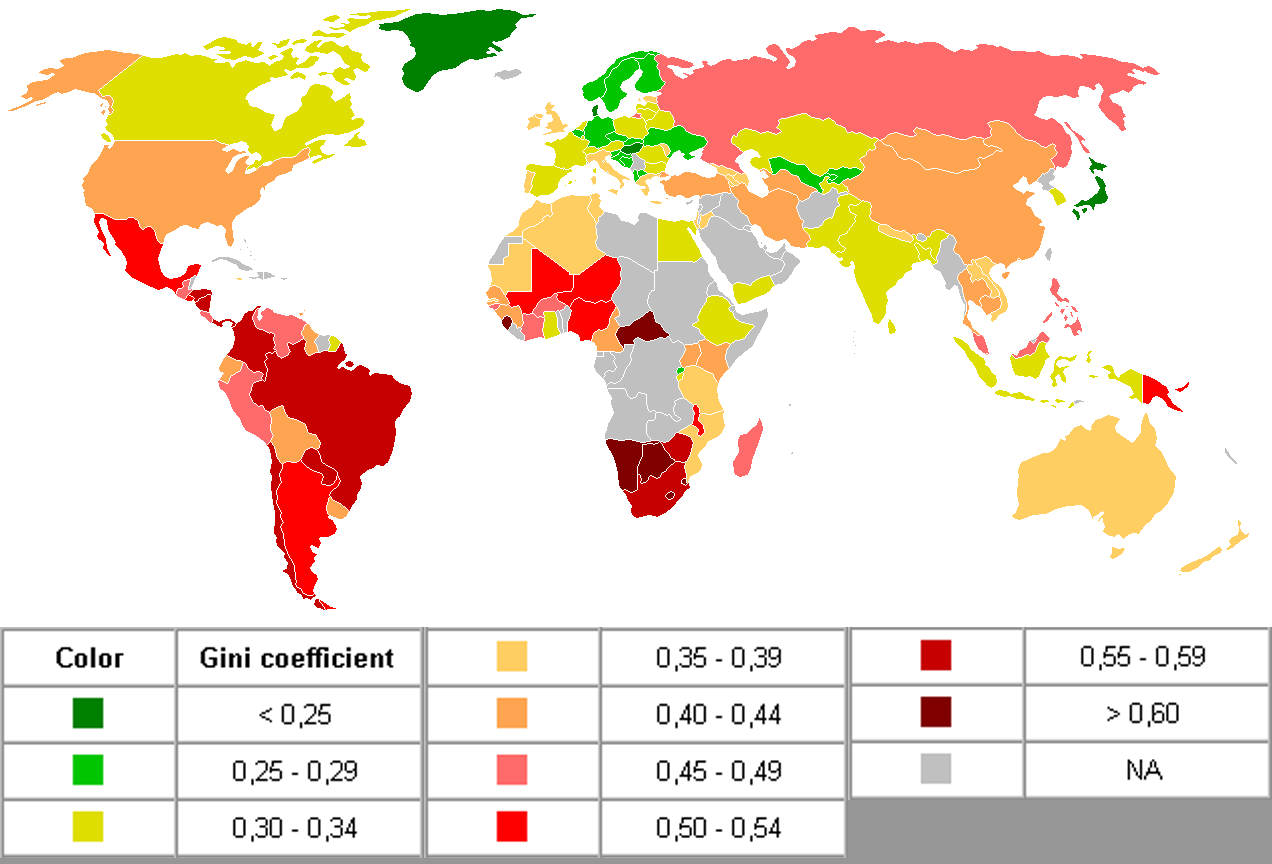
Desigualdades de ingresos entre países, medidos por el coeficiente de Gini, donde 0 corresponde a la igualdad perfecta, y 1 a la desigualdad total. Los países en rojo son más desiguales que los países en verde.

Desigualdad social es la situación social y económica desigual entre ciudadanos de un estado o entre distintos países. La desigualdad social es lo opuesto a la igualdad social.
Las nociones de igualdad y desigualdad se refieren a la manera en que se distribuye un bien entre una población. Para concretar esta idea se necesita precisar de qué bien y de qué población se trata. La acción de dar un trato diferente a personas entre las que existen desigualdades sociales, se llama discriminación. Esta discriminación puede ser positiva o negativa, según vaya en beneficio o perjuicio de un determinado grupo.
La desigualdad de ingresos o desigualdad económica (incluido el patrimonio heredado o acumulado) junto con la educación, la salud y el contexto social y familiar determinan el grado de igualdad o desigualdad social. La desigualdad social puede medirse entre ciudadanos de un mismo país, -desigualdades entre individuos ricos e individuos pobres de un país, o entre países ricos y pobres. La desigualdad económica está directamente relacionada con la distribución de la renta.

## Desigualdad
La desigualdad social se ha convertido en el punto central de estudio dentro de la sociología, ya que dentro del estudio de cualquier sociedad encontraremos el problema de la desigualdad. Según el sociólogo Eduardo López Aranguren, la desigualdad social es el resultado de un problema social, y no puede observarse meramente como un fenómeno natural. Es también un fenómeno histórico y cultural que ha existido en todas las naciones, hasta convertirse en un problema social para cada una de ellas. La desigualdad social es la condición por la cual las personas tienen un acceso desigual a los recursos de todo tipo, a los servicios y a las posiciones que valora la sociedad. Todo tipo de desigualdad social está fuertemente asociada a las clases sociales, al género, a la etnia, la religión, etcétera. Así que de forma más sencilla podemos definir la desigualdad como el trato desigual o diferente que indica diferencia o discriminación de un individuo hacia otro debido a su posición social, económica, religiosa, a su sexo, raza, color de piel, personalidad, cultura, entre otros.
Las formas más extremas de la desigualdad social toman la forma de opresión en distintos aspectos. El individuo se ve oprimido de forma económica, política, religiosa, y cultural. Así, se comienzan a observar en la sociedad, lo que se conoce como minorías sociales. Es entonces cuando las grandes entidades o grupos igualdad social, en su manifestación más extrema causa la exclusión social de estos individuos. La exclusión social es la ruptura de los lazos entre el individuo y la sociedad.
Generalmente es admitido que valores como la libertad, la justicia, la paz, el respeto o la solidaridad tienen un carácter universal de manera que además de considerarse indispensables, se constituyen en los pilares básicos de todas las sociedades democráticas. No obstante, no todos tienen el mismo protagonismo, y no todos son asimilados o interiorizados igualmente. Para ilustrarlo baste recordar la virulenta reacción de ciertos grupos sociales ante la aprobación, por ejemplo de leyes que regulan la igualdad de derechos de las personas con diferente orientación sexual o el problema que aparece en los países desarrollados ante la llegada más o menos masiva de inmigrantes y la reacción de rechazo que, tarde o temprano, muestran algunos sectores de la sociedad: si bien la solidaridad o el respeto son aceptados como deseables, la realidad muestra sin duda la doble moral con la que dichos valores son entendidos, cuando de vivir esta situación o hacerlos realidad se trata.
Otra interpretación posible de esta situación, sería identificar la evidente diferencia entre la importancia otorgada a unos valores y otros con la existencia de una jerarquía entre ellos. Así, si bien hablamos de grandes valores, universales y a temporales, encontramos diferentes modos de priorizarlos, incluso de interpretarlos, ya sea en función del contexto social, cultural, político o religioso.
Problemas Sociales: Desigualdad, pobreza y exclusión social son varias las posibilidades de respuesta ante la pregunta: ¿desigualdad de que? la cual contesta a que tipo de desigualdad están expuestas las personas en una sociedad. Entre estas respuestas encontramos la desigualdad de oportunidades, desigualdad jurídica, desigualdad en el cubrimiento de las necesidades básicas, desigualdad económica y la desigualdad de capacidades para conseguir funcionamientos valiosos.

## Consecuencias de la desigualdad social
Un estudio muy reciente basado en la comparación de más de 150 artículos científicos revela que los países con mayores desigualdades económicas tienen mayores problemas de salud mental y drogas, menores niveles de salud física y mental, menor esperanza de vida, peores rendimientos académicos y mayores índices de embarazos juveniles no deseados. En esos casos también se comprobó que no es el nivel de renta sino la desigualdad económica  el factor explicativo principal. Por lo que los investigadores de dicho estudio concluyen que entre los países más desarrollados, los más igualitarios obtienen un mejor comportamiento en una serie amplia de índices de bienestar social.
Una de las más graves consecuencias de la desigualdad social, es la desigualdad educativa, que a su vez es una manifestación de la desigualdad de oportunidades. La desigualdad de oportunidades se da cuando las oportunidades para ocupar cualquier posición no están distribuidas de una forma igualitaria para todos de acuerdo criterios competitivos, sino que intervienen en la distribución el estatus social, los recursos económicos, ideología política, ideología religiosa, etnia, su género, su orientación sexual,etc.
El acceso a la educación siempre se ha caracterizado por ser uno de exclusividad y prestigio para las clases sociales altas, y uno mediocre y general para las clases bajas. Distintos países alrededor del mundo son víctimas de la desigualdad educativa. Un estudio reciente al sistema educativo chileno, realizado entre abril y junio de 2011, nos demuestra justamente esto. Durante las últimas dos décadas, el sistema educativo de Chile experimentó un gran proceso de crecimiento masivo de la educación, aumentando así los niveles educativos en la sociedad, sin embargo, esto no trajo consigo una solución al problema de la desigualdad social. Independientemente de este avance educativo el nivel de accesibilidad a la educación continúa siendo el mismo. Para los sectores acomodados, significa la posibilidad de mantener los beneficios económicos y sociales ya poseídos; para los sectores medios, actúa como mecanismo de movilidad y para los sectores pobres, se distingue por no acceder a la educación o por acceder a una educación de muy mala calidad. Así que el acceso a la educación a pesar de ser una oportunidad para movilizarse dentro del marco social, está sujeto a los recursos económicos con los que cuenta el individuo para poder acceder a la educación que desee:

El acceso a educación es visto como una oportunidad para movilizarse al interior de la estructura social, sin embargo, existe conciencia de que esa oportunidad está condicionada por los recursos económicos disponibles para acceder al sistema
Andrea Greibe Kohn, Oportunidades educativas y desigualdad: percepciones respecto a la incidencia de la educación en la estructura social.

Sin embargo, un estudio realizado durante el mismo año en Chile muestra una baja en los niveles de desigualdad en las generaciones más jóvenes de la sociedad, lo cual coincidiría con el aumento en el acceso a la educación y con la consecuente alza en los años de escolaridad, refutando de este modo la tesis anterior.
Ivan Illich critica el fortalecimiento de las desigualdades sociales de los sistemas sanitarios mundiales, y Freidson analiza el poder de los especialistas. Uno de los factores que impiden que sea no sólo una necesidad de todos, sino una meta alcanzable, es la desigualdad social. España, al igual que otros países, tiene la dura tarea de enfrentar esa realidad. Por desgracia, los políticos sanitarios y los médicos han tardado en reaccionar a esa verdad. El objetivo para disminuir las carencias y, por tanto de mayor incidencia de enfermedad es reduciendo las desigualdades sociales. Las clases sociales más bajas enferman más, mueren antes y son susceptibles de mayor cantidad de accidentes durante su trabajo. Una de las propuestas más interesantes que se ofrecen en el libro “Salud y poder” de Rodríguez de Miguel, es la necesidad de que los médicos aprendan Ciencias Sociales y los sociólogos aprendan Medicina.

## Causas de la desigualdad
Rousseau, en su obra sobre el origen de las desigualdades, utilizando lo que él llama el estado natural del hombre, deriva la desigualdad del hombre del estado social. El hombre no nace con la desigualdad sino después de que se compara con sus semejantes y ve sus diferencias, es entonces cuando se pierde la igualdad del ser humano. Rousseau dice que la desigualdad debe su fuerza y su aumento al desarrollo de nuestras facultades y a los progresos del espíritu humano y se hace al cabo legítima por la institución de la propiedad y de leyes.
El estudio antropológico y arqueológico de las sociedades ha revelado que las sociedades paleolíticas eran bastante igualitarias, y salvo las diferencias de sexo y edad en las tareas, existía poca o ninguna diferenciación adicional. En general hombres y mujeres de la misma edad tienen habilidades y conocimientos similares, y parece existe muy poca especialización en las sociedades de cazadores-recolectores. Esas evidencias, apuntan a que las desigualdades en las sociedades humanas se hicieron más marcadas en las sociedades neolíticas, en las que existía una creciente especialización y, por tanto, asimetrías en el acceso a los recursos naturales, bienes económicos, información general y conocimientos. Las élites responsables de centralizar y organizar la producción y custodia de alimentos, en las sociedades preestatales en general aprovechan su acceso diferencial a los recursos en beneficio de sus parientes, lo cual parece ser una de las formas iniciales de desigualdad social en las sociedades humanas.
En la actualidad, la creación de dinero como una deuda con intereses provoca un flujo de recursos desde las personas y la Naturaleza hacia aquellos que crean el dinero. El capitalismo confiere al dinero una dinámica de acumulación de capitales en manos de quienes crean el dinero que, en su mayoría, son las entidades financieras. Esto es lo que habría acentuado las desigualdades en estos últimos siglos. Según el politólogo de la UNAM Octavio Rodríguez Araujo, las políticas de derechas —junto a las políticas de dominación, tanto democráticas como no democráticas— tienden a conservar o incrementar las desigualdades, en contraposición a las de izquierdas (que redundarían, estas últimas, en un mayor igualitarismo).

## Formas de desigualdad

### Desigualdad económica
La desigualdad económica se contempla como la distribución desigual de bienes y servicios; esta se da cuando dos individuos efectúan el mismo trabajo, pero la ganancia monetaria no es igual para ambos. Esto viene dado por varias razones. Para Hunt y Colander el factor más importante son las diferencias en las ganancias de los individuos. Estas diferencias se basan en parte a la ocupación y a las cualidades personales de las personas involucradas. El factor más básico que determina las variaciones de ingreso entre los grupos ocupacionales es la demanda y la oferta. Las ocupaciones que requieren actitudes especiales y mucha capacitación tienen sueldos altos debido a que la oferta de trabajadores es poca en relación con la demanda. Las ocupaciones que son clasificadas como trabajos comunes y que todas las personas pueden ejercer con poco entrenamiento o escasa capacidad tienden a pagar menos. Dentro de cada grupo ocupacional hay grandes diferencias en el poder adquisitivo, especialmente en los niveles profesionales y administrativos más altos. Lo que hace la desigualdad económica en sí es estratificar o crear clases o niveles en la sociedad, es decir, ricos/clase media/pobres. Uno de los productos de la estratificación se ve en el sistema capitalista, jefe/empleado.
Las clases sociales son determinadas mayormente por hechos históricos de un lugar en específico. Las clases sociales o estratificación es, la desigual distribución de derechos y privilegios, deberes y responsabilidades, gratificaciones y privaciones, poder social e influencia dentro de una sociedad. Se entiende que si dos individuos pertenecen a una misma clase social, los mismos gozan de los mismos privilegios y/o privaciones.
La desigualdad económica está representada en distintas áreas de la sociedad, hasta en los niños y adolescentes. Los jóvenes y niños están conscientes de que existe una disparidad de ingresos entre los grupos de distintos estatus socioeconómicos. En el año 2006 se llevó a cabo una investigación
para aclarar la controversia que existía sobre cuan consciente estaba la juventud acerca del problema de la desigualdad económica, y para los investigadores demostrar el aumento en desigualdades económicas de las últimas dos décadas dentro de una sociedad globalizada. Los jóvenes entrevistados demostraron que cada trabajador debía tener un salario más equitativo. Esta y otras investigaciones han podido corroborar el entendimiento de niños y adolescentes sumergidos en una estratificación social en diferentes países, mostrando que están conscientes de las diferencias en salario y estatus social dentro de las distintas profesiones. Además se indica que es más marcada la conciencia acerca de estas diferencias de salarios en los jóvenes de clase media y alta, que en los de clase baja. A raíz de investigaciones como estas, se define que existen en la sociedad grandes prejuicios acerca de la riqueza y la pobreza y que la juventud ha internalizado esas divisiones socioeconómicas que caracterizan a nuestra sociedad, todas causadas por la disparidad de ingresos. La democracia puede ser marchitada por la desigualdad socioeconómica, pero esta desigualdad es casi inevitable dada las normas que rigen la sociedad democrática.
La desigualdad económica comúnmente se refiere a la desigualdad entre individuos o grupos dentro de una sociedad, sin embargo también se puede referir a la desigualdad entre países. En este último caso, el motivo principal de esta divergencia, es por el crecimiento económico de un país, la forma de medirlo es utilizando datos del producto interno bruto (PIB), siendo este un indicador indispensable para poder comparar a los países. De igual forma, para poder explicar porque crece la renta nacional de un país y porque unas economías crecen más rápido que otras, se desarrolló un modelo de crecimiento, conocido como "Modelo de Solow", el cual pretende explicar la relación existente entre el crecimiento de la población y el progreso tecnológico con el crecimiento económico, y por tanto, la desigualdad económica entre países.

### Desigualdad de género
La desigualdad social se manifiesta también en la discriminación sexual. Así en muchas sociedades se han estructurado distinciones sociales y culturales entre hombres y mujeres para convertir las diferencias biológicas del sexo en jerarquías de poder, estatus e ingresos. También se puede definir como el reparto de tareas, empleos y profesiones con base en el sexo biológico, esta práctica, que era común en muchas sociedades tradicionales. En Occidente esta práctica solo se empezó a cuestionar unas pocas décadas. Las consecuencias de esta desigualdad han sido que las mujeres reciben menos ingresos que los hombres (haciendo el mismo trabajo, con el mismo título educativo, las mismas horas). La sociedad salarial no es una sociedad de igualdad, hay diferencias significativas entre el nivel salarial medio de hombres y de mujeres y hasta en el acceso a bienes sociales que tienen cada uno, como por ejemplo en educación y en cultura.
El feminismo es un posicionamiento activo ante la desigualdad entre sexos, y es una forma de lucha para obtener igualdad de derechos ya sean económicos, políticos, judiciales o de otro tipo. La desigualdad entre sexos, menos acusada en general en sociedades preestatales, se intensificó en las primeras culturas estatales y sedentarias. En la antigüedad existían importantes diferencias entre diferentes civilizaciones y es complicado dar afirmaciones generales. En las modernas sociedades postindustriales occidentales, la desigualdad tradicional ha disminuido, en parte debido a factores materiales y organizativos y en parte también debido a las luchas del movimiento feminista. La amplia difusión de feminismo también ha conllevado una liberación psicológica de las mujeres, y en la actualidad muchos hombres tienen posiciones favorables a muchos aspectos de la lucha feminista.
La desigualdad entre sexos se da en todo el mundo, pero es más evidente en los países pobres o en vías de desarrollo. Esto nuevamente tiene que ver con factores infraestructurales y tecnológicos, además de las actitudes más conservadoras que se dan con mayor frecuencia en culturas más rurales y menos cosmopolitas. En numerosos países la educación que recibe una mujer es más limitada que la recibida por los hombres y su incorporación al mercado laboral es más difícil. En algunos casos esta desigualdad está presente hasta en la salud, pues en casos extremos no reciben la misma cantidad de atención médica. Esta desigualdad se aprecia generalmente en los siguientes aspectos: brecha salarial, acceso a la educación, agresiones, acceso al poder político o trabajo en el hogar.

### Desigualdad jurídica
La desigualdad jurídica es discriminación legal, es decir, en un tribunal sobre algún individuo. Esto ya sea por motivos económicos ya que las personas que gocen con mayor poder monetario las leyes sean más flexibles o tengan más oportunidad de salir absuelto. También se da por motivos raciales y/o procedencia es decir color de piel o país.
Esto lo que quiere decir es que si a un tribunal va un individuo de tez blanca y un individuo de tez negra, culpados por el mismo delito se le debería dar el mismo trato o condena. También si a un tribunal va un individuo inmigrante de otro país acusando a alguien nacido en el país que se hace la acusación se le trate igual que si fuese viceversa.
Mientras que la mayoría de la gente sufre cuando se enfrenta a un proceso jurídico, ya sea porque no tiene los recursos para ser representada de forma sustancial, o porque se le aplican reglamentos de forma rigurosa, o porque su interacción con el poder judicial es tardada y tediosa, o todas las anteriores, hay un grupo de personas para el que la ley parece no aplicar. Dicho de otro modo, mientras muchos sufren con las autoridades, otros viven al margen de estas en total y completa impunidad.

### Desigualdad informativa y educativa
La desigualdad informativa muchas veces es causada por la falta de conocimientos o educación formal, así como la falta de acceso a fuentes de información adecuada. En Europa y América, por ejemplo, se negó sistemáticamente el acceso de las mujeres a la universidad durante gran parte del siglo XIX, incluso se les prohibió ejercer como docentes en la universidad en la mayor parte de Europa hasta principios del siglo XX.
Mucho más modernamente el fenómeno sociológico de la brecha digital de ciertas comunidades dificulta su acceso a la tecnologías informáticas convencionales, que es fuente de desventajas en el acceso a empleos bien remunerados por parte de miembros de ciertas comunidades.
En la actualidad existen aún grupos marginados principalmente rurales y de los alrededores de ciudades principales, donde el nivel de vida es precario y por consecuencia el acceso a la educación superior y hasta media superior es muy bajo. Los jóvenes de esas áreas optan por trabajar y buscar oportunidades de trabajo, antes que buscar ingresar a una escuela, debido a que las necesidades que tienen les exigen cubrir otras necesidades básicas. Además acceder a la educación les supondría gastar parte de sus ganancias y su tiempo en una instrucción formal. La falta de educación formal conlleva subsiguientemente una discriminación dentro de las instancias laborales y sociales.

### Desigualdad territorial y urbana
La distribución desigual de bienes y oportunidades también se expresa en el espacio. Diversos informes de organismos multilaterales muestran que la urbanización rápida en América Latina ha generado ciudades fragmentadas, donde los asentamientos informales concentran privaciones múltiples —desde acceso a servicios básicos hasta seguridad y participación política—, profundizando la brecha entre barrios formales y periféricos.  En Venezuela, un estudio de campo en barrios de Caracas identificó seis dimensiones de privación urbana (salud, seguridad, vivienda, servicios, ocio y bienestar social) y propuso la Regeneración Urbana Inclusiva (RUI) como política pública participativa para reducir dichas brechas mediante infraestructura, formalización de la tenencia y fortalecimiento del capital social.

## Métodos cuantitativos para medir la desigualdad

### Coeficiente de Gini
La forma más conocida de medir la desigualdad social es el Índice o Coeficiente de Gini, que toma valores entre 0 y 1. Cero corresponde a ausencia de desigualdad o perfecta igualdad, si todos los sujetos reciben exactamente la misma proporción del ingreso. Uno significa desigual.
El coeficiente de Gini está basado en la curva de Lorenz, una representación gráfica que en este contexto (desigualdad) compara la distribución de la riqueza real en un dominio determinado con el ideal de una distribución de riqueza equitativa, y sería el doble del área entre la curva de Lorenz y la diagonal de distribución uniforme (ideal).
El objetivo principal del estudio busca comparar la distribución de remuneraciones individuales con base en el ingreso corriente monetario de los hogares. La medición se realiza estimando el ingreso corriente monetario trimestral per cápita, para evitar sesgos causados por el tamaño de los hogares como recomiendan Goerlich y Villar (2009).
El coeficiente de Gini se puede utilizar en diferentes ámbitos, los parámetros numéricos dan espacio a que lo más relevante de los resultados de este estudio sean los análisis que estos suscitan. 

### Línea de Pobreza
La línea de pobreza es el método más utilizado para medir la pobreza y se determina con base en la medición de los ingresos y gastos de los hogares, para definir las necesidades de un hogar se especifica una canasta básica de bienes y servicios y a partir de esto se obtiene su costo dependiendo del valor que tengan en el mercado. Este costo define la línea: si el ingreso está por debajo de la línea, el hogar es pobre.  
Para determinar las líneas de pobreza, hay varias formas: La absoluta, fija el límite normativo a partir de una calidad de vida mínima, es decir que se logren satisfacer las necesidades básicas: nutrición, vivienda, salud, vestuario, etc. 
La relativa parte asumiendo que hay una relación entre pobreza y distribución de ingresos, los pobres están en un contexto de producción y distribución específico. Sin embargo, esto implica que la cantidad de pobres se mantiene por periodos largos de tiempo.  Para evitar eso, se ha puesto en práctica la delimitación de la pobreza de acuerdo con las medidas de distribución de ingresos, por ejemplo, el promedio de estos. 
La línea de pobreza se obtiene con la siguiente ecuación: 
LP = k • CBA [1]
LP es la línea de pobreza, CBA es la canasta básica de alimentos (las calorías mínimas necesarias que requiere un individuo) y k, el factor multiplicador. Así, la línea de pobreza es 2 veces el valor de una canasta básica de alimentos, en una zona urbana, y 1,75 veces, en una zona rural.

### Niveles de pobreza
El gasto básico necesario según el Banco Mundial, se puede calcular al observar los precios de los alimentos que conforman las dietas de los pobres. Sin embargo, este dato varía mucho por diferentes razones, desde la zona geográfica hasta los servicios públicos a los que se tiene acceso: “el acceso a las cañerías en las viviendas del hogar es un lujo, pero en otros es una 'necesidad'” (Banco Mundial, 1990, p. 27).
El Banco Mundial determinó a partir del gasto básico necesario, la Paridad de Poder Adquisitivo (PPA) en 370 dólares anuales por cápita para los países en desarrollo más pobres. A partir de eso, todos los que ganaran menos de esta cantidad eran pobres. Siguiendo el mismo parámetro, todos aquellos que vivieran con menos de 275 dólares al año son “extremadamente pobres”. El Banco Mundial ha estado buscando establecer una línea internacional de pobreza que aplique para cualquier país independientemente de su nivel de desarrollo, sin embargo, esto no ha funcionado. 
Otra forma de medir la pobreza es con base en el cálculo del PIB Nacional, el PIB per cápita, esperanza de vida al nacer, matrícula escolar primaria, y mortalidad infantil en menores de 5 años. Así, el Banco Mundial definió que una persona es pobre cuando vive con menos de dos dólares al día: “datos que se recogen en forma cuantitativa y cualitativa, a través de encuestas de hogares, perfiles de pobreza, estudios participativos, evaluaciones de beneficiarios, análisis del gasto público, análisis económicos nacionales y análisis sectoriales.”

### Índice de Pobreza Multidimensional(IPM)
El Índice de Pobreza Multidimensional (IPM) fue desarrollado por el Oxford Poverty & Human Development Initiative (OPHI). Es un indicador que refleja que tantas privaciones tiene una persona, qué tipo de privaciones y con qué intensidad las vive; es la combinación del porcentaje de personas consideradas pobres y los hogares considerados pobres.

### Índice de Atkinson
El índice de Atkinson, creado por Anthony Barnes Atkinson, conocido como Tony Atkinson, economista especializado en desigualdad, permite una sensibilidad variable (ε) a las desigualdades en las diferentes partes de la distribución del ingreso, ya que normalmente las mediciones de desigualdades implican cierto grado de juicio social: “Mediciones tales como el coeficiente de Gini no son puramente "estadísticas" porque incorporan juicios implícitos sobre la importancia que debe asignarse a la desigualdad en diferentes puntos de la escala de ingresos”. (Atkinson, p. 47). Atkinson argumentó que este índice era una forma de incorporar la concepción de Rawls acerca de la justicia social en la medición de la desigualdad del ingreso. 
El parámetro de sensibilidad va desde el 0, que indicaría indiferencia por parte del investigador hacia la naturaleza de la distribución del ingreso, hasta el infinito, lo que implicaría que se destacan las posiciones del grupo de ingreso más bajo. En la práctica, se usan valores de ε de 0.5, 1, 1.5 o 2; cuanto mayor sea el valor, más sensible será el índice de Atkinson a las desigualdades en la parte inferior de la distribución del ingreso. 
Una posible interpretación del índice sería que los valores de Atkinson se pueden usar para calcular la determinar la proporción del ingreso total que se requeriría para alcanzar un nivel igual de bienestar social que en la actualidad si los ingresos estuvieran perfectamente distribuidos. Por ejemplo, un valor del índice de Atkinson de 0.20 sugiere que podríamos alcanzar el mismo nivel de bienestar social con solo 1-0.20 = 80% del ingreso. El rango teórico de los valores de Atkinson es de 0 a 1, siendo 0 un estado de distribución equitativa.
Tony Atkinson propone una serie de medidas para reducir la desigualdad centradas en cambios microeconómicos y macroeconómicos que aminoren las distancias económicas, aumentos fiscales progresivos, ayudas al desarrollo, entre otras.

### Coeficiente deDecil(Decile Ratios)
Una forma sencilla y efectiva de medir la desigualdad de ingreso es calculando los coeficientes de Decil (décimas partes). Este cálculo se logra al tomar, por ejemplo, los ingresos obtenidos por el 10% de los hogares más ricos, y dividiendo por el ingreso ganado por el 10% más pobre de los hogares. Una ventaja de esta forma de medición es que permite la sensibilidad de análisis al establecer un espectro con secciones del ingreso. Estas mediciones se utilizaban por Lobmayer y Wilkinson en su estudio acerca de desigualdad de ingresos y la mortandad en 14 países. También es un método útil para estudios de desigualdades médicas. 

### Índice de Entropía generalizada (Generalised entropy (GE) index)
El índice de Entropía generalizada, es otra forma de medir las desigualdades de ingreso. También incorpora el parámetro de la sensibilidad (α) que varía según la importancia que se le dé a las desigualdades en las diferentes partes del espectro de ingreso. Aunque teóricamente los valores de GE pueden ir de 0 a infinito, 0 siendo el estado de distribución igualitaria o perfecta e infinito la distribución menos igualitaria posible; normalmente, hay cuatro formas de medir la Entropía generalizada: GE (–1), GE (0), GE (1) y GE (2). Cuanto más positiva fuera α, sería más propensa a las desigualdades en la parte superior de la distribución del ingreso. Otro beneficio que tiene el índice de Entropía Generaliza es que se puede descomponer o desglosar para poder obtener un análisis delimitado y específico al área que se está tratando. Por esta facilidad de delimitación, el índice de EG se utiliza mucho en temas de salud.

### Índice de progresividad de Kakwani
El índice de progresividad de Kakwani (Kakwani progressivity index) se construye a partir del Coeficiente de Gini. En este caso, se puede utilizar para medir desigualdades en el sector salud: el índice de progresividad de Kakwani es la diferencia entre el coeficiente de Gini para los ingresos de la persona en cuestión y el índice de concentración para los pagos de atención a la salud privada que tiene esta. Si los gastos privados o personales en la atención médica son una forma progresiva de financiar los servicios de salud, la curva de concentración estará debajo de la curva de Lorenz y el índice de progresividad de Kakwani tendría un valor positivo; esto indicaría que la diferencia entre el coeficiente de Gini y el índice de concentración. En teoría, los valores del índice de Kakwani van desde -2 (indicando regresividad severa, es decir que el ingreso de la persona no sustenta los gastos médicos a los que está suejto) a +1 (lo que indica una fuerte progresividad, es decir que el ingreso de la persona sustenta sus gastos médicos y le permite gastar más en ese rubro). Originalmente, el índice de progresividad de Kakwani era una forma de medir la progresividad en los sistemas tributarios y hacendarios, y aunque todavía se ocupa, ha sido un método muy eficaz para investigadores como Wagstaff y van Doorslaer al estudiar el financiamiento de la atención médica en varios países de la Organización para la Cooperación y el Desarrollo Económico (OCDE).

### Proporción del ingreso total ganado
La proporción del ingreso ganado por el más pobre de la población es una de las medidas más intuitivas de la desigualdad. Este tipo de medición es bastante parecida a la Curva de Lorenz, es sumamente sencilla de calcular y su característica peculiar es que es un método bastante intuitivo, por lo que no se necesita de conocimientos especializados para llevar a cabo un estudio de esta índole. Sin embargo, por lo mismo, esta medición tiene una perspectiva limitada de la distribución de ingresos, la proporción de ingresos que recibe el 50% más pobre de la población y falla al no informar qué tan equitativamente es compartido ese ingreso por el 50% más pobre. Además, no ofrece ninguna información acerca de la distribución del ingreso entre la otra mitad de la población. A pesar de todo, este tipo de mediciones han sido útiles y eficaces en algunos estudios de desigualdad en el ámbito de salud pública, sobre todo al comparar la proporción resultante de diferentes países y los reflejos prácticos en cada caso.

### Índice de Robin Hood
El índice de Robin Hood (Robin Hood index), también conocido como el índice de Pietra, representa la máxima distancia vertical desde la curva de Lorenz a la línea de igualdad de 45°. Los índices más altos del índice, indicarían una sociedad más desigual en la cual se debería distribuir una mayor proporción de ingresos para lograr la igualdad. Ostenta el nombre del índice de Robin Hood porque suele interpretarse como la proporción de ingresos que se debe transferir de aquellos que están por encima de la media a los que están por debajo de la media, buscando llegar a una distribución equitativa. El índice de Robin Hood ha sido utilizado de forma efectiva en varios estudios de desigualdad de ingresos, normalmente para comprobar la existencia de dicha desigualdad. Sin embargo, la limitación de este índice surge porque no hay ningún parámetro de sensibilidad, que se ajuste al contexto en el que se aplica. 

### Medida de la pobreza de Sen
La medida de la pobreza de Sen (Sen poverty measure) fue una propuesta de Amartya Sen, quien desarrolló una medición que incorpora el Coeficiente de Gini para las personas que viven por debajo de la línea de pobreza. Aunque es un modelo que aún no ha sido utilizado en ningún estudio de desigualdad ya sea de ingreso o de acceso a atención médica, es importante mencionarlo por las aportaciones que esta propuesta podría llegar a realizar.

## Informes y bases de datos sobre desigualdad y desarrollo humano
Varias instituciones emiten informes, normalmente anuales, relacionados con la desigualdad social, económica y el desarrollo humano:
- Informe anual sobre Desigualdades Mundiales (World Inequality Report) que realiza el World Inequality Lab.[32][33][34]
  - Informe sobre desigualdades mundiales del año 2022[35][36]
  - Informe sobre desigualdad global de 2018
- World Inequality Database, base de datos sobre desigualdad, proyecto del World Inequality Lab. La base de datos está mantenidad por unos 100 investigadores de unos 70 países:
  - Base de datos de Desigualdad Mundial.
- Informe sobre Desarrollo Humano (Human Development Report, HDR) es un informe anual sobre el Índice de desarrollo humano publicado por la 'Oficina de Desarrollo Humano' del Programa de las Naciones Unidas para el Desarrollo (PNUD-UNDP).[37]
  - 2020 - La próxima frontera: el desarrollo humano y el antropoceno (The Next Frontier: Human Development and the Anthropocene).
  - 2019 - Más allá de los ingresos, más allá de los promedios, más allá de la actualidad: Las desigualdades en el desarrollo humano en el siglo XXI (Beyond income, beyond averages, beyond today: Inequalities in human development in the 21st century)
- Informe de Desigualdad del LAC Equity Lab del Banco Mundial:
  - LAC Equity Lab: Desigualdad